# Antonio de Carvajal
Antonio de Carvajal (n. 1546 - m. Cartago, provincia de Costa Rica, 9 de diciembre de 1604) fue un militar, conquistador y encomendero español que como alcalde ordinario de la ciudad de Cartago ocupó brevemente el cargo de gobernador interino de Costa Rica a principios de 1600. 

## Biografía
Antonio de Carvajal había nacido en el año 1546, pero no consta dónde. No se conoce el nombre de sus padres. No contrajo matrimonio, pero tuvo dos hijas en Costa Rica con Francisca de Carvajal, hija al parecer de Diego Toroci de Carvajal, quien había sido rey del pueblo indígena de Ibuxibux, también llamado Pocris: doña Isabel, casada con don Miguel de Villalobos Jara, y doña Melchora, casada con Mateo Cornejo, encomendero de Teotique.
Llegó a Costa Rica muy joven, a fines del decenio de 1560. Tenía el grado de capitán. En el reparto de indígenas en encomiendas efectuado en 1569 por el gobernador Pero Afán de Ribera y Gómez le fueron adjudicados los pueblos de Pocora y Xurru, en los términios de la ciudad de Aranjuez. Posteriormente fue titular de una encomienda sobre los indígenas atirros, diaribas y yabiacas. 
En 1573 era fiel ejecutor del Cabildo de la ciudad de Cartago, fundada en 1563. Fue teniente de gobernador de Costa Rica en 1595.En 1595 y 1597 fue alcalde ordinario de Cartago y en 1599 alcalde de la Santa Hermandad de la misma ciudad. 
El 1 de enero de 1600 fue elegido como alcalde ordinario de la ciudad de Cartago, en sustitución de Gaspar Rodríguez, y asumió el mando político de la provincia de Costa Rica, que ejercía Rodríguez desde la muerte del gobernador Fernando de la Cueva y Escobedo.
Ese mismo día salió hacía el río Grande de Tárcoles a recibir al nuevo gobernador interino, el adelantado Gonzalo Vázquez de Coronado y Arias Dávila, a quien pocos días después hizo entrega del mando.
En 1601 fue regidor de la ciudad de Cartago.